# 穆瓦延
穆瓦延（法語：Moyen，法語發音：[mwajɛ̃] ⓘ）是法国默尔特-摩泽尔省的一个市镇，属于吕内维尔区。

## 地理
穆瓦延（48°29'1"N, 6°34'9"E）面积23.57 平方千米，位于法国大東部大區默尔特-摩泽尔省，该省份为法国东北部内陆省份，是洛林的一部分，北邻比利时、卢森堡，北起顺时针与摩泽尔省、下莱茵省、孚日省和默兹省接壤。
与穆瓦延接壤的市镇（或旧市镇、城区）包括：弗兰、丰特努瓦拉茹特、弗兰布瓦、热贝维莱、马涅尔、瓦卢瓦、瓦蒂梅尼勒、栋塔伊。

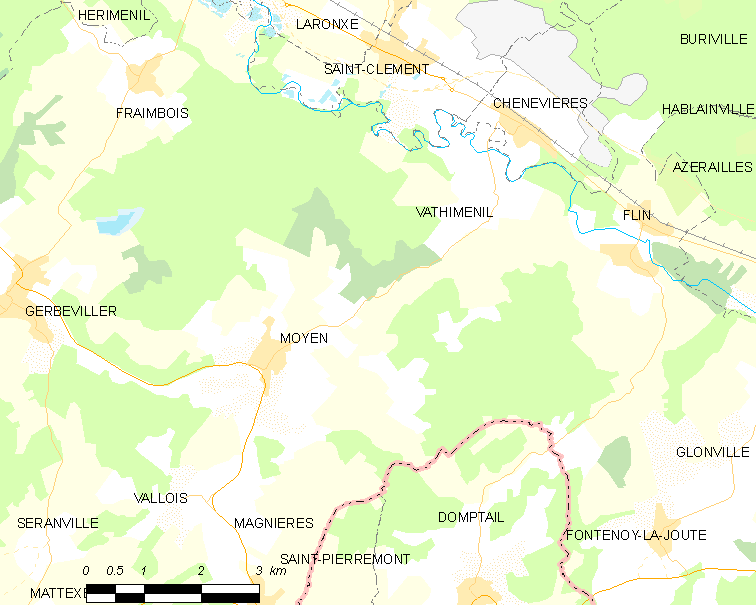
穆瓦延的OSM定位图

穆瓦延的时区为UTC+01:00、UTC+02:00（夏令时）。

## 行政
穆瓦延的邮政编码为54118，INSEE市镇编码为54393。

## 政治
穆瓦延所属的省级选区为吕内维尔第二县。

## 人口

1962-2008年间穆瓦延人口变化图示

穆瓦延于2022年1月1日时的人口数量为522人。